# Teorama
Teorama è un comune della Colombia facente parte del dipartimento di Norte de Santander.
L'abitato venne fondato da Antonio José del Portillo nel 1800, mentre l'istituzione del comune è del 15 maggio 1817.